# D'Brickashaw Ferguson
D'Brickashaw Montgomery Ferguson (New York, 10 dicembre 1983) è un ex giocatore di football americano statunitense che ha militato nel ruolo di offensive tackle per tutta la carriera con i New York Jets della National Football League (NFL). Fu scelto nel corso del primo giro (4º assoluto) del Draft NFL 2006 dai Jets. Al college ha giocato a football all'Università della Virginia.

## Carriera professionistica

### New York Jets
Ferguson fu scelto come quarto assoluto nel Draft NFL 2006 dai New York Jets. L'ultima volta che i Jets avevano usato la loro prima scelta per scegliere un offensive tackle era stato nel 1988, quando selezionarono Dave Cadigan da USC col numero 8.
Il 26 luglio 2006, Ferguson firmò un contratto quinquennale coi Jets simile a quello da 35 milioni di dollari firmato dalla quarta scelta assoluta del Draft NFL 2005, Cedric Benson, coi Chicago Bears. Designato per essere il successore di Jason Fabini, Ferguson nelle prime cinque stagioni della carriera non ha saltato una sola partita come titolare. L'8 gennaio 2010, il tackle Miami Dolphins Jake Long rinunciò al Pro Bowl per infortunio e Ferguson fu nominato suo sostituto. Anche nella stagione 2011, Ferguson fu convocato per il Pro Bowl, il suo terzo consecutivo. Nelle due stagioni successive continuò a partire sempre come titolare.
L'8 aprile 2016, Ferguson annunciò il proprio ritiro all'età di 32 anni dopo dieci stagioni in cui non saltò una sola partita, partendo sempre come titolare.

## Palmarès
- Convocazioni al Pro Bowl: 3

2009, 2010, 2011

## Statistiche
| Partite totali             | 160 |
| Partite totali da titolare | 160 |
| Fumble recuperati          | 4   |

## Vita privata
Il nome di Ferguson è ispirato a quello del reverendo Ralph de Bricassart del romanzo Uccelli di rovo.